# Altar de la Trinidad

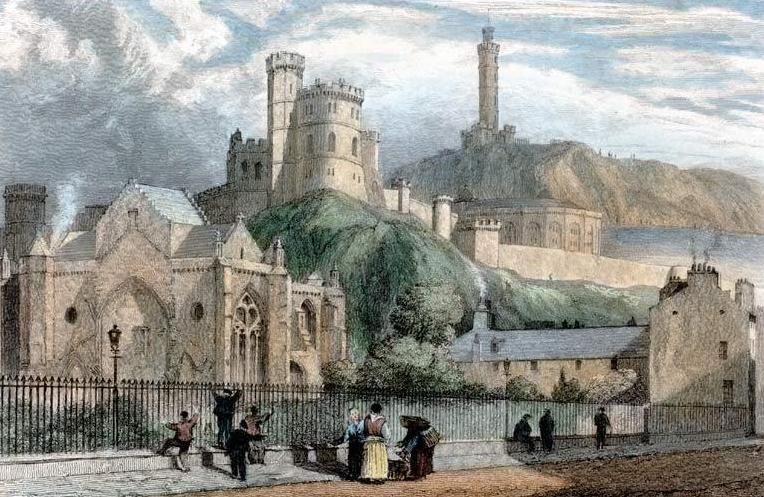
Trinity Universidad Kirk en un grabado de 1825

El Retablo de la Trinidad es un conjunto de cuatro pinturas al óleo sobre tabla, que se cree que fue encargado para el Trinity College Kirk de Edimburgo (Escocia), a finales del siglo XV. 
El trabajo está atribuido al pintor flamenco Hugo van der Goes, y probablemente representa los tableros separados externos e internos de un tríptico. El presunto tablero central está perdido.
El trabajo representa un raro ejemplo de arte religioso escocés, superviviente de la iconoclasia de la Reforma Escocesa.
Los paneles forman parte del Fondo de arte Real británico y la obra se muestra en la Galería nacional de Escocia.

## Descripción
Los cuatro tableros describen los temas siguientes:
- La Santísima Trinidad.

- Un clérigo orante, que se cree que sea el preboste contemporáneo del Trinity College Kirk, Edward Bonkil, acompañado por dos ángeles que tocan el órgano.[2]

- El rey Jacobo III de Escocia en oración, atendido por Andrés el Apóstol y un chico que puede ser el futuro Jacobo IV de Escocia.[1]  Las armas reales de Escocia cuelgan de una pared.

- La reina Margarita de Escocia en oración, atendida por el Arcángel Miguel. Sus armas reales decoran su atril.